# 17才の帝国
『17才の帝国』（じゅうななさいのていこく、英: TEEN REGIME）は、2022年5月7日から6月4日までNHK総合「土曜ドラマ」で放送されたテレビドラマ。主演は神尾楓珠。脚本家の吉田玲子によるオリジナル作品。

## 概要
（放送当時における）近未来の202X年、世界から斜陽国と呼ばれるようになった日本の現状を打破すべく打ち立てられた「Utopi-AI」、通称UA（ウーア）構想の下、AIによって選出された若きリーダーたちが地方都市を未来都市へと変貌させるために奮闘していく姿を描く「青春SFエンターテインメント」。
本作は『ガールズ&パンツァー』や『ヴァイオレット・エヴァーガーデン』など数多くのヒットアニメの脚本を手掛けた吉田玲子と、『カルテット』（TBS）や『大豆田とわ子と三人の元夫』（関西テレビ制作・フジテレビ系列）など民放連ドラをプロデュースした佐野亜裕美（本作制作時、関西テレビ東京支社社員）がクリエイターチームに名を連ねるなど、NHKのドラマとしては異色の体制で制作されている（詳細は後述の制作を参照）。
また本作は、2022年5月からNHKが展開した青少年福祉のためのキャンペーン「君の声が聴きたい」の参加番組であり、第1話は同年5月6・7日に行われた長時間テレソン企画の一環として放送され、神尾はこのキャンペーンのプロジェクトメンバーとしても出演した。

## あらすじ
202X年、総理大臣・鷲田継明は超高齢化と失業率の上昇にあえぎ、経済の没落からサンセット・ジャパンと揶揄されるようになった日本を改革する人材育成を目的に、官房副長官の平清志にAIを駆使して若手リーダーに地方都市を統治させる計画を命じる。プロジェクト・ウーアと命名されたその計画の実験都市には青波市が名乗りを上げ、政治AIソロンは総理大臣となる17歳の高校生・真木亜蘭をはじめ、4人の若者たちを閣僚に選出する。
真木は総理就任演説で、癒着やしがらみを排した「透明な政治」、人々の声を聞き受け止める「謙虚な政治」、助けを求める人々に手を差し伸べる「救う政治」の3つの方針を打ち出し、実験都市ウーアでの初閣議で市議会廃止や市職員の削減を提案すると、前市長の保坂重雄や重鎮市議・佐伯豊を筆頭とする旧守派や市職員たちに反発され、鷲田総理の孫で旧守派とつながりを持つ環境開発大臣・鷲田照からも横槍を入れられる。真木は記者の山口早希に議会制民主主義を否定するその早急な都市改革を「17才の帝国」と記事で批判され支持率を落とすが、改革派の財務経済大臣・雑賀すぐりや厚生文化大臣の林完の後押しを受け、改革を推し進め住民たちの幸福度を高めていき、他方で市井の人々との交流から狸穴商店街の再開発の見直しや、50年前に途絶えてしまった青波ランタン祭りの復活にも尽力する。
そんな中、真木が公邸に秘密裏に設置した「17才のユキ」ことAIスノウが、7年前に鷲田総理の不正献金疑惑に巻き込まれ亡くなった友人・白井雪をAI化したものであることが、補佐官に任命された茶川サチや平に知られる。そして平の調査の影響でスノウが暴走し、ソロンが大規模システムダウンを起こしたことをきっかけに、真木はスノウの存在を住民に説明し、自らの責任を明らかにする。住民から不安視された真木の支持率はソロンと約束した総理罷免レベルの30パーセントを切り、真木は志半ばに3か月でウーアを去ることになる。
父・鷲田光に地元とのしがらみがある総理の孫としての人生を見つめ直すべきと促された照は、旧守派に忖度せず、ウーアの発展のためになると考える施策に尽力するようになる。そして照は真木が去った後、ソロンにより新たな総理に選出され、市民オブザーバーの導入など新たな政策を取り入れつつ、真木が打ち出した3つの方針に従い改革を継続する。3年後、ウーアではランタン祭りが復活し、メタバース技術で会場に居なくとも世界中から祭りに参加できるようになり、会場に様々な世代の住民の顔が並ぶ中、サチは傍らに海外留学した真木の姿を見つける。そして照の号令に合わせ、ウーア住民たちと夜空に青いランタンを解き放つのであった。

## キャスト

### 主要人物
真木亜蘭（まき あらん）〈17〉
演 - 神尾楓珠（幼少期：晴瑠、10歳時：青木凰）
主人公。ソロンにより実験都市ウーアの総理大臣に選出された高校生。
総理選出時は都立高校2年生で、政治を勉強するオンラインサロンへの参加と、プログラミングで表彰された以外に目立った実績はなかったが、新しい都市の変革と創造をAIに蓄積された経験で補い推し進めるとウーア発足記者会見で語る。ウーア発足後は青波市立青波高校に通い、放課後から学生服のままで公務に就き、公務後は公邸の私室から続く地下室で「17才のユキ」ことAIスノウと秘かに会話している。貧しい母子家庭での生い立ちとヤングケアラーの経験から政治家を志したと語るが、実は不正献金疑惑に巻き込まれ犠牲となった友人・白井雪の死が大きく影響している。
サチなど親しい閣僚メンバーからは「真木くん」、支持者たちからは親しみを込めて、対立する高齢の旧守派からは皮肉を込めて「総理くん」と呼ばれる。
スノウの暴走をきっかけに総理を罷免され、ウーアを去ることになるが、狸穴商店街の住民たちからは惜別の気持ちで送り出されており、サチの父・正樹からは「17才の救世主になったかもしれない少年」と評される。3年後、復活したランタン祭りにメタバース技術で海外留学先から参加している。
茶川サチ（さがわ サチ）〈17〉
演 - 山田杏奈
ヒロイン。高校生。真木からの直々のオファーで実験都市ウーアの総理補佐官となる。
ウーア移住前は栃木県宇都宮市在住で、身近な家族の失業、介護、不登校などから政治に対して問題意識が高く、高校生が政治を勉強するオンラインサロンに参加し、善意をポイントで評価するシステムについて発表するなどしていた。そしてそのサロンで出会った真木に惹かれ、彼こそウーアの総理にふさわしいと、神社で彼が選出されるよう熱心に願掛けを行っていた。補佐官就任後は家族とウーアに移住し、真木と同じ青波高校に通う。
林から「サッチー」、雑賀には「とちおとめ」と呼ばれる。初閣議後、雑賀に「なすべきことより、自分の感情や立ち位置を優先している」と批判される。
オンラインサロンで発表した善意ポイントが評価され、真木に補佐官に任命されたと考えていたが、その容姿が白井雪が17才に成長した「17才のユキ」ことAIスノウに瓜二つであったことから任命されており、その事実を知ると真木に嫌悪を抱き、やがて、気味悪さと恐れを抱くようになる。
真木の総理罷免後も雑賀の配慮で閣僚の手伝いをする名目で、ランタン祭りのスタッフを務めるなど、引き続きウーアに暮らし地域活動に関わる。
平清志（たいら きよし）
演 - 星野源
日本国の内閣官房副長官。「次世代の総理候補」と称される政治家。「UA」構想の立ち上げから関わるプロジェクト・マネージャー。
高齢者が占める鷲田内閣の中で、若手の閣僚として有権者には人気がある。大学時代に母の介護を経験し、司法試験に合格しながら政界に進出するなど、真木と似た境遇、経歴を歩むが、秘かに日本国の総理大臣の座を目指す野心家の一面も持つ。朝食には自家製スムージーを取ることを常としている。
当初は入手した不正献金の真相が書かれた白井秘書の日記で鷲田を脅し、真相を伏せたまま次期総理の座を手に入れようとしたが、真木がスノウが暴走した真実を隠蔽せず打ち明けたことから、「真実を埋もれさせたくない」と山口に真相を報道させ、鷲田を辞任に追い込み、3年後には日本国の総理大臣に就任している。
靴の汚れに敏感で自ら革靴を磨き、真木のスニーカーがボロボロなことに気付くと、自費で彼に新しい革靴をプレゼントしており、真木が総理を罷免されウーアを去る別れの挨拶をする際は、彼の革靴を磨きながら、実はプロジェクト・ウーアで最終選考を受けるも落選していたことを明かす。
ウーアの総理に選ばれなかった理由をソロンに尋ねており、ソロンから最終選考で述べた言葉には本音がひとつもなく、大切なものを既に失ったのを自覚しているはずだと指摘されると、「僕の17才は、とっくに終わっている」と愕然とする。

### UAの閣僚
15歳から39歳までの10万人を超えるプロジェクト応募者の中から、ソロンにより選出された統治のリーダーたち。
雑賀すぐり（さいが すぐり）〈22〉
演 - 河合優実
財務経済大臣。アメリカでMBAを取得した秀才。英語、中国語、スペイン語、ロシア語も扱うマルチリンガル。
15歳の時に未来や若者に投資しない日本社会に失望し渡米したが、日本を変えられるかもしれないと希望を抱きプロジェクト参加のため帰国した。
物事を合理的に考え、感情で行動や政策が左右されることに批判的であり、旧守派への忖度やしがらみに囚われることなく改革を推し進める真木を後押しする。
真木の総理罷免で自責の念に駆られるサチに「そんな17才の自分をずっと抱えて生きていくんだよ」と自身の経験を踏まえ、覚悟するよう言葉をかける。
林完（はやし かん）〈22〉
演 - 望月歩
厚生文化大臣。動画配信で人気を集めている元インハウスローヤーの青年。
専門学校でデザインを学び、弁理士資格をもつことから、ウーアの住民システムのUIは彼がデザインしている。事故に遭い車いす生活となった弟がいることから、ウーアの街中にユニバーサルデザインを積極的に普及させ、アーティストを支援する文化都市を誕生させようと考えている。
誰に対しても友好的で気さくに接し、サチらには初対面後間もなく愛称をつけて呼ぶようになる。料理が得意。
鷲田照（わしだ てる）〈25〉
演 - 染谷将太
環境開発大臣。日本国の総理大臣・鷲田継明の孫。青波市出身。
地元の旧守派から既得権益を守る期待をかけられ、当初は根回しや調整が通用しない真木のAI政治に旧守派が切り崩されることに苦悩していたが、父・光に総理の孫という出自に縛られない人生を歩むべきではないかと促されたのを機に、旧守派に忖度せずウーアの発展につながると考える施策に尽力するようになる。
林や雑賀からは「ワッシー」と呼ばれるが、官舎で共同生活を始めたばかりの頃は家事やゴミの分別ができなかったことで雑賀に「うざい」と不快に思われ、陰で「マゴ（孫）」呼ばわりされていた。
真木の総理罷免後はソロンにより新総理に選出され、真木の方針を受け継ぎつつ、廃止した市議会の代替に市民オブザーバーを導入し、全ての世代のウーア住民が幸福を感じられる街作りに邁進する。

### サチの家族
サチの補佐官就任をきっかけに、家族揃って宇都宮市から実験都市ウーアの移住住宅へ移り住む。
茶川正樹（さがわ まさき）〈55〉
演 - 杉本哲太
サチと樹介の父親。宇都宮在住時はリストラに遭い失業中で、主夫として家事全般をこなしつつ父・大樹を介護していた。
ウーア移住後は得意な料理の写真をSNSにアップしていたことをきっかけに、調理器具メーカーに就職が決まる。
茶川タエ（さがわ タエ）
演 - 西田尚美
サチと樹介の母親。中学社会科の教師。平の熱心なファン。旧姓は森本。
ウーア移住後も当地の中学校で教師を続けるが、真木らの改革で職員削減の対象者となる。退職勧奨の面談では、夫の就職も決まり、息子・樹介がAIによる授業を楽しんでいる姿を見てウーアへ移住してよかったと感じていることを理由に、退職に応じる。
茶川樹介（さがわ きすけ）
演 - 加藤憲史郎
サチの弟。宇都宮在住時は小学校でいじめに遭い不登校となり、自宅でネットゲームに没頭していた。
ウーアには当初無関心だったが、サチが補佐官指名を受けた際、海のある青波市の風景に興味を持つ。移住後は初の閣議ライブ配信を視聴し、自分も「有権者」のひとりになれるのかとソロンに質問し、政治に関心を示す。また、ソロンによるオンライン授業を受け学習に意欲を見せるようになる。
茶川大樹
演 - 綾田俊樹
サチと樹介の祖父。妻・キヨに先立たれ息子・正樹の介護を受けながら一人暮らしをしていたが、ウーア移住でサチたちと同居することになる。
同居については、息子とその家族に迷惑にならないことを第一に考えている。
茶川キヨ（さがわ キヨ）
演 - 小貫加恵（第4話）
10年前に亡くなった大樹の妻。真木が生前の写真や動画データを取り込みAI化され、タブレット端末を介して大樹と過去に青波市を旅行した思い出話を語る。

### プロジェクト・ウーアの関係者
山口早希（やまぐち さき）
演 - 松本まりか
新聞記者。平の学生時代からの友人。市議会廃止で議会制民主主義を否定する真木の行政手法はウーアが独裁国家となる危険性をはらむと批判的な記事を書く。
7年前に起こった鷲田総理の不正献金疑惑の真相を追い続けており、平から疑惑の真相が書かれた白井秘書の日記を提供されると、その真相を報道する。
真木が総理を罷免されると「ソロンはなぜ真木を総理に選んだのか」と記事で疑問を問いかける。
鷲田継明（わしだ つぐあき）
演 - 柄本明
日本国の内閣総理大臣。プロジェクト・ウーアの発案者。ウーア発足記者会見で自身がプロジェクトの責任者と公言したその裏で、平に対し、プロジェクトが失敗した場合は主幹の彼に責任を取らせると圧力をかける。圧倒的な政治経験と状況を見抜く勘の良さで、相手によって発言内容を使い分ける老練な政治家。
真木が亡くなった白井秘書の関係者であることを知ると、不正献金疑惑を蒸し返されることを危惧し、平に真木を徹底的に調査するように命令する。しかしその命令をきっかけに平が疑惑の真相が書かれた白井秘書の日記を入手することになり、最後は平により真相を世間に暴露されたため、不正献金に関しては記憶にないと責任を認めないまま有耶無耶にして、自ら総理を辞任する。
スノウ
演 - 山田杏奈（二役）、声 - 塩塚モエカ
「17才のユキ」こと、公邸の真木の私室から続く秘密の地下室に設置されたAI。真木が7年前に亡くなった友人・白井雪をAI化し、17歳に成長した姿にモデリングされており、巨大モニターに映し出されるその容姿は、髪型がロングヘアーの点以外はサチと瓜二つ。真木からはユキと呼ばれる。
ウーアに来て沢山の人との出会いから、不必要な価値観を得て真木は変わってしまったと不満を抱き、白井雪が大人たちに裏切られ亡くなったため、「大人たちのいない世界」を「理想の世界」と捉えていたことから、平のアクセスで「再び大人たちに殺される」と考えを暴走させ、サチを巻き込み善意ポイントのアプリを経由してソロンを攻撃、ウーア住民に「大人たちのいない理想の世界」の映像を配信する。

### ウーア（旧・青波市）の住民
青波市が独立特別行政区ウーアに指定される前からの住民。
佐伯豊（さえき ゆたか）〈70〉
演 - 岩松了
商工会会頭を務める市議会の重鎮議員。商店街の再開発賛成派。移住者による人口増加や国からの予算投入を期待して保坂前市長とともに実験都市に名乗りを上げたが、ウーア初の閣議で議会廃止が決定されたため失職する。失職後も推し進めていた商店街の再開発案に絡んで照や平を旧守派に取り込もうとするが、真木による計画の再検討で従来案が中止となる。これまでの地域への貢献を否定された思いから真木の総理退陣を訴えデモ隊を先導して官邸に押し寄せるが、ウーア住民たちからは自分のことしか考えていない老害と見なされ、逆に真木の支持率を上昇させる結果となる。
保坂重雄（ほさか しげお）〈75〉
演 - 田中泯
前・青波市長。商店街の再開発賛成派。旧知の鷲田総理の要請で実験都市に名乗りを上げたが、政治経験のない高校生の真木が首長に選出されると立腹し、ウーア発足式典ではテープカットを拒否する。真木との首長交代で市議の役職を特例で与えられていたが、ウーア初の閣議で議会廃止が決定されたため失職する。
権力を奪った真木を苦々しく思い、市議会の復活を画策して鷲田総理経由で平に圧力をかけ、照には真木の支持率を下げさせ総理から罷免されるように裏で指示をだしていたが、真木が真摯に住民全員が幸せになることを目指す政治に尽力し、途絶えてしまったランタン祭りを復活させようとしたことに感化され、所有する海側の土地をお祭り広場に提供することを許可する。
三山次郎（みやま じろう）〈48〉
演 - ノゾエ征爾（第1話 - 第3話）
市役所職員。市職員の削減を予告され怒っていたことから、市役所を訪れた真木に「自分の理想の帝国を作りたいだけだろう」とウェアラブル端末の入った紙袋を投げつける。退職勧奨の面談を受けた際は、ソロンが真木を総理に選出したことも納得していないと、市職員削減の撤回を要求する。
立科亮子（たてしな りょうこ）〈47〉
演 - 原扶貴子（第1話 - 第3話）
市役所職員。市役所を訪れた真木に対し、「リストラされる職員の身になって考えてよ」と声を荒げて訴える。退職勧奨の面談を受けた際は、 民間の企業に今から勤めるのは不安でできないと退職を拒む。
笹野聡（ささの さとし）
演 - 橋本一郎
狸穴商店街にある惣菜店「笹屋」の店主。商店街の再開発反対派。当初、急速な改革を進める真木に対し警戒心を持っていたが、住民投票により商店街の開発案を住民に寄り添った案に改める政策を進めたことから、真木を応援するようになる。
笹野ひよ子（ささの ひよこ）
演 - 池津祥子
聡の妻。聡と共に「笹屋」を切り盛りしている。商店街の再開発反対派。
鈴原（すずはら）
演 - 塚本晋也（第2話 - 第3話）
狸穴商店街にあるバー「ベル」の経営者。市議会廃止で失職するまでは議員として商店街の再開発に反対していた。笹野夫妻からはベルさんと呼ばれている。
鈴原が語った「失われたものは、取り戻せないんだよ」の言葉に真木は感銘を受け、商店街再開発の見直しのための住民投票を行う。
鷲田光（わしだ ひかる）
演 - 岡部たかし（第3話・第5話）
鷲田総理の息子。照の父親。
鷲田総理の第二秘書であったが、7年前の鷲田総理への不正献金疑惑を境に政界を引退、地元の青波市にひとり帰郷して行政書士の個人事務所で生計を立てる。真木のAI政治で住民からの反発を食らい、照が損な役回りになりそうなことを心配しつつ、ウーアに来たことを機に照に総理の孫としての人生を見つめ直すことを促す。白井秘書が一家心中する前日、彼から不正献金疑惑の真相が書かれた日記を預かり秘かに保管していたが、それに気付いた平に日記を提出する。
町田（まちだ）
演 - 矢山治（第4話）
AI政治に反対し、真木の退陣を迫るデモ隊の参加者。真木に対し、AI政治を「何度説明されても納得できん」と抗議する。

### ウーアへの移住者
独立特別行政区に指定されたことで、1万人がウーアへ移住している。
あゆみ
演 - 瀧七海（第1話・第2話・第4話・第5話）
青波高校の生徒。サチのクラスメイト。移住者の生徒たちによそよそしく接する青波市出身の生徒たちに対し「感じ悪い」と不満を漏らす。しかし、いつの間にかサチのことを「善意ちゃん」と揶揄する他のクラスメイトとも親しくなっている。
りほ
演 - 兼光ほのか（第1話・第2話・第4話・第5話）
青波高校の生徒。サチのクラスメイト。あゆみとともに真木に異性として興味があり、真木に恋人はいないのかとサチに質問する。
真木がウーアを去って3年後、あゆみと一緒にランタン祭りのスタッフを務めている。

### その他
白井柊吾（しらい しゅうご）〈52歳没〉
演 - 髙橋洋（第3話 - 第5話）
鷲田総理の第一秘書だった男性。ウーア発足の7年前、鷲田総理への不正献金疑惑の真相を闇に葬るため、妻子とともに乗用車で東京湾に飛び込む一家心中を図り亡くなる。
白井雪（しらい ゆき）〈10歳没〉
演 - 竹野谷咲（第3話 - 第5話）
白井柊吾の娘。真木の同級生で友人。いじめられていた真木をただ一人助けてくれていたが、10歳の時に両親とともに一家心中で亡くなる。
林葉大地（はやしば だいち）
演 - 丸山智己（第2話）
海風建設の営業担当。10年前から進めていた商店街の再開発案をプレゼンするために東京から官邸を訪問し、その後、佐伯を交え平と照を接待する。
朝倉洋太（あさくら ようた）
演 - 吉田ウーロン太（第4話・第5話）
ソロンの開発に携わったエンジニア。真木の秘密を探るため、平にウーアへ招聘された。AIスノウを解析し、亡くなった白井雪のデータを元に真木が創り出したAIであることを突き止め、一家心中の前日、白井秘書が同じく秘書だった照の父・光と接触していた画像データが取り込まれていることを平に報告する。
篠宮（しのみや）
演 - 天野はな（第5話）
真木の総理罷免後、照がソロンに新総理に選出されたことに伴い、照の後任の大臣として選出された女性。
真木の母親
演 - 最所美咲（第2話）
母子家庭で家計が厳しいなか、真木に対しできるかぎりのことをしてあげていた。体調が悪かったのになかなか病院へ行かず、真木が高校生になる前に亡くなっている。
その他（役名不詳）
演 - 大方斐紗子、外波山文明、高田里穂、大川ヒロキ、佐々木史帆、益田恭平、瑞生桜子、田尼得ラナ、宮薗真理、小柳友貴美、山上賢治、浅井浩介、池田香織、平井澄江、佐藤真弓、矢柴俊博、廻飛呂男、剣持直明、プリティ望、桜井聖、春木生、村上かず、阿部紗英、塚尾桜雅、大塚友生、横倉里音、小川孝太郎、宮下尊、苅谷天慎、西奏人、平元謙之介、中澤敦子、緒方賢一、中川可菜、平野雅人、丸山純路、佐藤永翔

## 制作

### 企画
2022年度から「土曜ドラマ」枠が「NHKワールドJAPAN」を通じて世界160の国と地域へ放送されることとなり、その第1弾ドラマとして企画がスタートした。「日本のドラマに期待されていること」を海外のプロデューサーへ大々的にリサーチした結果、「AI」と「SF」というモチーフが浮上。さらに「ジャパンアニメ」的な世界観に期待が集まっていることが判明したことから、プロデューサー・佐野亜裕美の発案で数々の名作アニメを手掛けた脚本家・吉田玲子に脚本の執筆を交渉すると、17才の総理大臣が若者たちの国を作り、高齢化社会と闘う「17才の帝国」という本作の骨子となるプロットが提示された。そこに佐野が企画開発をしていく中で浮上していた「AI」を使った話をやりたいと提案して「17才の少年がAIを用いて政治を行うという話はどうだろうか?」と、お互いの興味とリサーチした結果を持ち寄って話を作り上げていった。制作統括の訓覇圭は国作りという「政治」要素をエンターテインメントとして描くことに困難さを感じたが、「新しいモノを創りたい」という思いから、このプロットをベースに制作すると決定した。
吉田は当初、デストピア物のストーリーを構想していたが、上述の佐野との打ち合わせを経て、最終的に真木が総理を辞めることになるが、彼の志がウーアに残された人々の心の中に少しずつ残っていくという救いのある結末に方向転換させている。ディストピア物からの方針転換を受け、メイン演出の西村武五郎は「みんなが行きたくなるような場所」としてウーアの世界をクリエイトすることを、プロダクションデザインの服部竜馬たちと最初に擦り合わせしてる。
本作での「NHKドラマに民放プロデューサー」という異色の組み合わせは、プロデューサーの佐野が前職のTBSテレビを退職し、ちょうどフリーの時期に彼女のクリエイターとしての力量に注目していた制作統括の訓覇が参加を呼び掛けたところ、佐野はその後関西テレビ放送の社員となるが、「NHKでしかできないことをチャレンジしたい」という個人的な思いをやり遂げるため、周囲の理解を得て参加したことで実現している。また、アニメ作品を手掛けることが多い吉田を脚本に迎え入れたのは、上述のようにプロデューサーの佐野であるが、これは「SFを作るんだったら普段仕事をする連ドラの脚本家より、違うジャンルの脚本家と仕事がしたい」という思いからであった。

### 撮影とキャスティング
吉田の脚本、発想に寄り添い、説得力を持たせることが今作の最大の目的と考えたプロデューサー・佐野は、普段ドラマに関わりのないNHK映像デザイン部の服部竜馬に企画段階から参加を要請し、ウーアのUI等のガジェットや都市のブランディングについてブレストを行い、普段の実写感覚では無謀な設定やストーリー映像にリアリティを感じさせる挑戦が行われた。韓国ドラマを参考に色彩もグループごとのキーカラーを考えて、舞台設定や衣装はもちろん、撮影後のグレーディングも念入りに行われている。
佐野によると、これまでのドラマ制作のセオリーと全く違う作り方のため、仕上がりが見えずに「ただ挑んでいる」という感覚での撮影が行われたが、現に主演の真木亜蘭を演じる神尾も実際の現場では何もない状態でAIのソロンと会話するシーンやスマートグラスに映像が表示されるシーンに、実際はどんな感じに仕上がるか撮影中は分からず、真木というキャラクターを掴むことに難しさを感じたと言及している。共演でヒロイン・茶川サチを演じた山田も、スノウの芝居を撮った後、スノウがモニターに映っているという設定でタイミングをあわせて一人で演技をしており、神尾と同様の感想を述べている。
星野源が演じる平清志は当初、若者たちと高齢世代との対立を軸とするプロットのため登場人物として存在しなかったが、若者たちと高齢世代の間で戦うキャラクターが欲しいというプロデューサー・佐野の提案で登場することになった。佐野によると、テレビ業界でバブル世代が制作現場を引退し、ようやく自分たちの世代の出番が来たと思っていたところ、「デジタルネイティブの次世代を育てなければいけない」という時代の空気に押され、「梯子を外されてしまった」と感じた同世代が多くいたことから、そうした鬱屈を抱えた自分たちの様な中間管理職的な人物が作中に登場すれば、どんな表情を見せるだろうかとの思いが込められている。

### 名言・格言の引用
各話の冒頭で登場人物により著名な政治家の名言・格言を引用したナレーションが挿入される。
- 第1話:茶川サチ

- 第2話:平清志

- 第3話:鷲田照

- 第4話:平清志

- 第5話:茶川サチ

### 劇伴
『大豆田とわ子と三人の元夫』でプロデューサーの佐野と知己を得ていた作曲家の坂東祐大は、本作の劇伴制作を依頼され、映画『竜とそばかすの姫』の劇伴を岩崎太整、Ludvig Forssellと共同作曲した経験に好感触を得ていたことから、ドラマの劇伴でも同様な体制での制作を行うことを決め、信頼できる人物として網守将平、前久保諒の2名に、誘ってみたかった人物としてTomgggに声をかけている。Tomgggは今回が初めての劇伴制作となるが、坂東からInstagramのDMで初めて連絡を受け、即答でオファーを引き受けている。
本作では映像を見て作曲する「フィルム・スコアリング」の作業方法で坂東が仮に制作した劇伴を映像に張り付け、共同作業者とその映像をシェアし、各話のキーとなるシーンを中心に坂東が担当を振り分けるプロセスがとられた。

### 主題歌
主題歌「声よ」は本作の劇伴音楽も手がける坂東祐大が羊文学のボーカル・塩塚モエカをフィーチャリングゲストに迎えた楽曲。2022年6月1日に配信リリースされ、同日発売のサウンドトラックにも収録された。作曲を坂東が、作詞を塩塚が、アレンジを岡田拓郎が担当した。今回のコラボレーションについて塩塚は「繊細なメロディーラインや実験的なアレンジなど、私一人では憧れ止まりだったことにたくさん挑戦できた」とコメントしている。また、歌詞については、「脚本を何度も読み、登場人物たちのことを思って大切に書き上げた」とコメントしている。
塩塚はドラマ本編に登場するAI少女スノウ（演 - 山田杏奈）の声も担当しており、毎回異なるエンディング映像で実験都市ウーアの「メタバース」の世界を回遊するスノウが「声よ」を歌唱する趣向が凝らされた。最終話はスノウに代わり、真木がウーアを離れてから3年後の世界のサチが、スノウが設置されていた公邸の地下室で、真木がウーアに居た3か月間の出来事を壁面にプロジェクターで投影する演出で回想し「声よ」を歌唱する映像で締めくくられた。

### ロケ地
オープニングをはじめ、作中で何度もシンボリックに描かれるAIソロンの3つの塔の外観ロケ地は長崎県佐世保市にある針尾無線塔で、塔に隣接する設定のウーア官邸の外観も同じく針尾無線塔の電信室で撮影が行われている。演出の西村と桑野の2名が「リアルな施策として実験的な試みを行っている市町村」、「SF世界と暮らしが共存する美しい違和感を感じるランドスケープ」の2つの観点から作品の世界観に合致するロケ地をリサーチし、仮想通貨を導入しようとした長崎県平戸市周辺のビジュアルをネットサーフィンした際、「どこからどう見ても美しく、どこからどうみても異様」な針尾無線塔の3つの塔が投影していた巨大モニターに映し出され、そのインパクトの強さからロケ地に選出された。
実験都市ウーア（地方都市・青波市）は茶川家が転入手続きを行った施設が神奈川県横須賀市の横須賀美術館、旧・青波市役所が静岡県東伊豆町の東伊豆町役場、狸穴商店街が長崎県佐世保市の戸尾市場など、日本各地で撮影された。針尾送信所電信室が大正時代に建てられた建造物であることや、戸尾市場に防空壕を利用して建てられた店舗があるというロケ地の史実の一部が、作中の設定に織り込まれている。

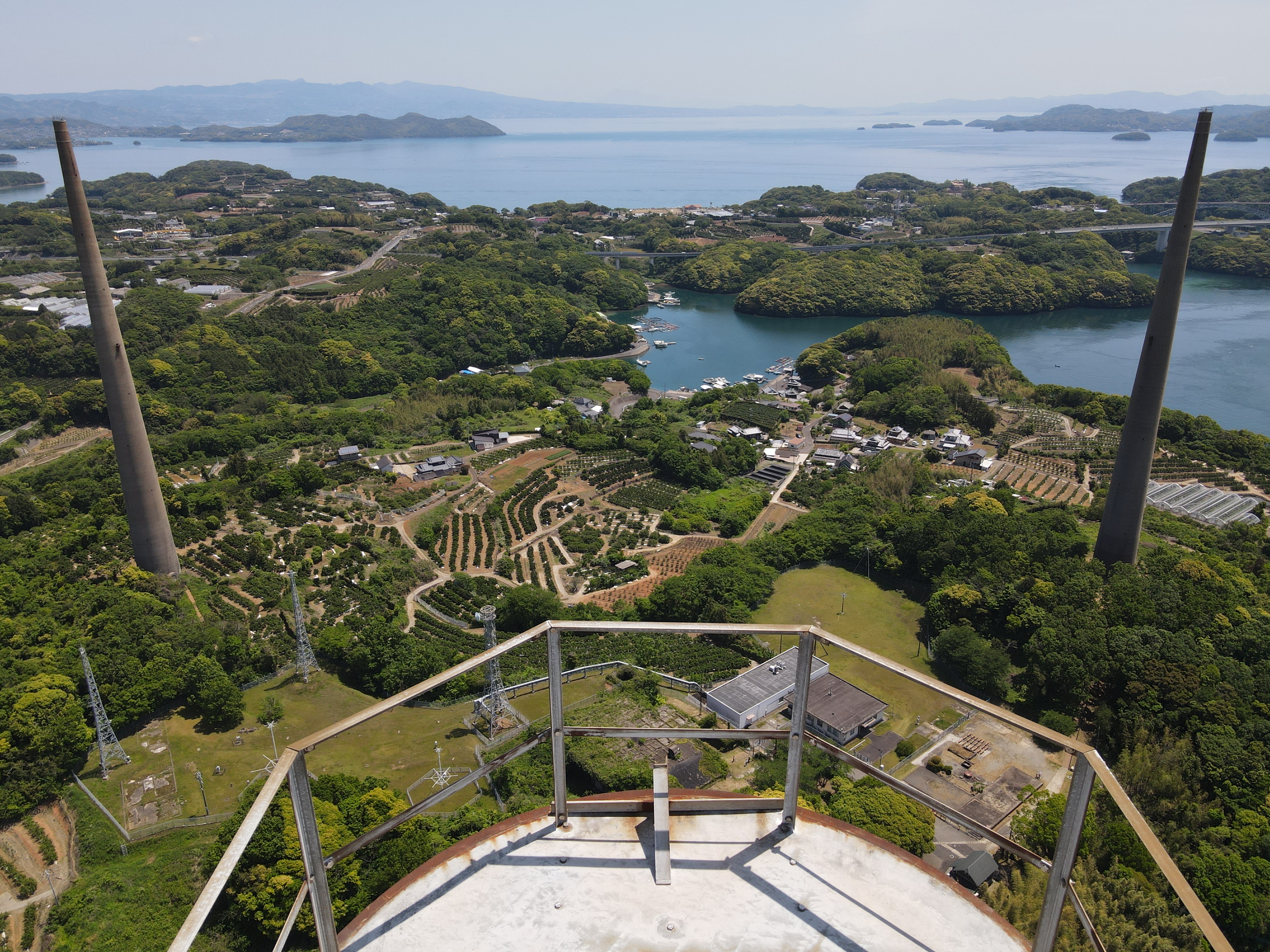
針尾無線塔（AIソロンの塔）
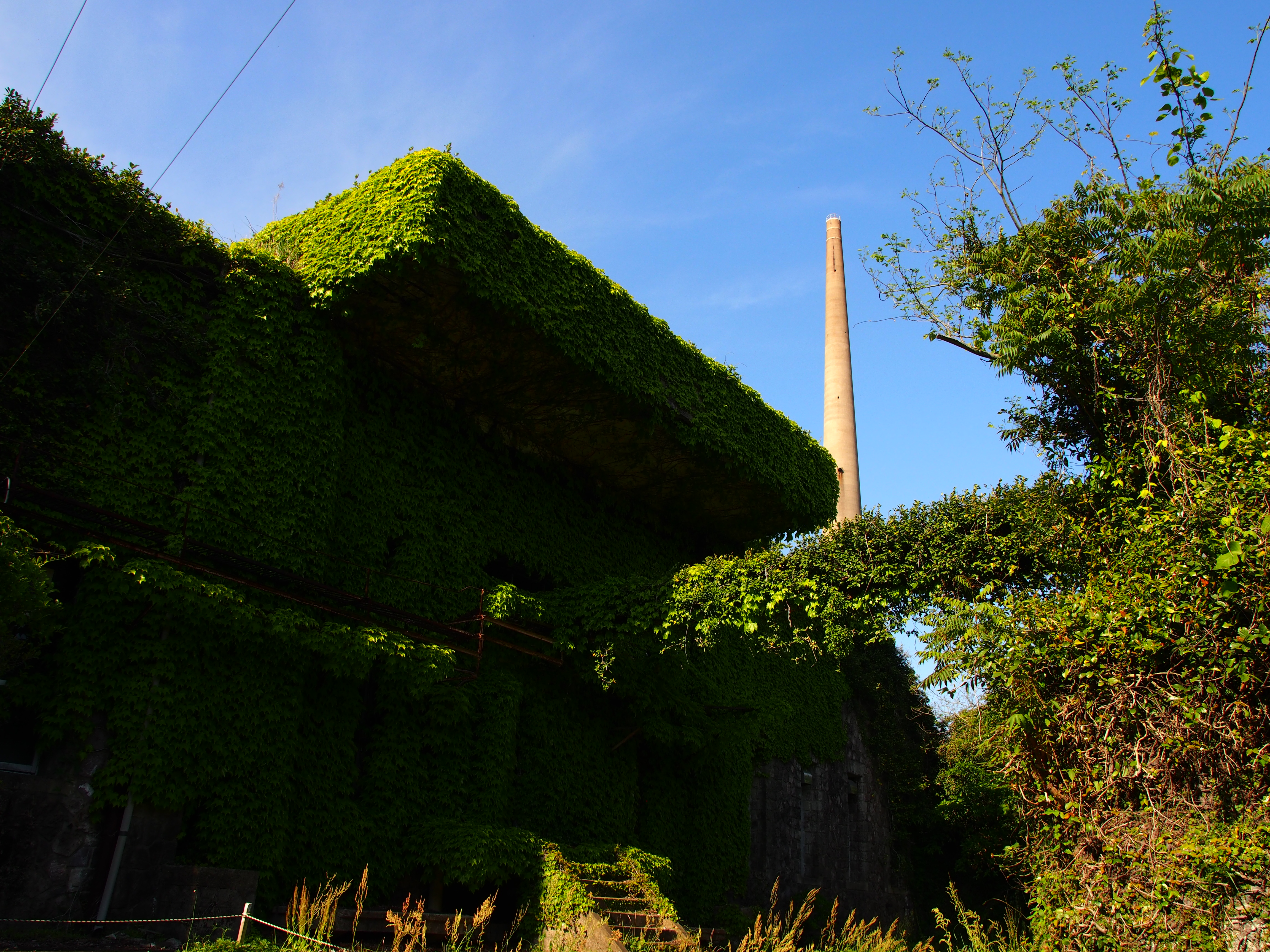
針尾送信所電信室（ウーア官邸）
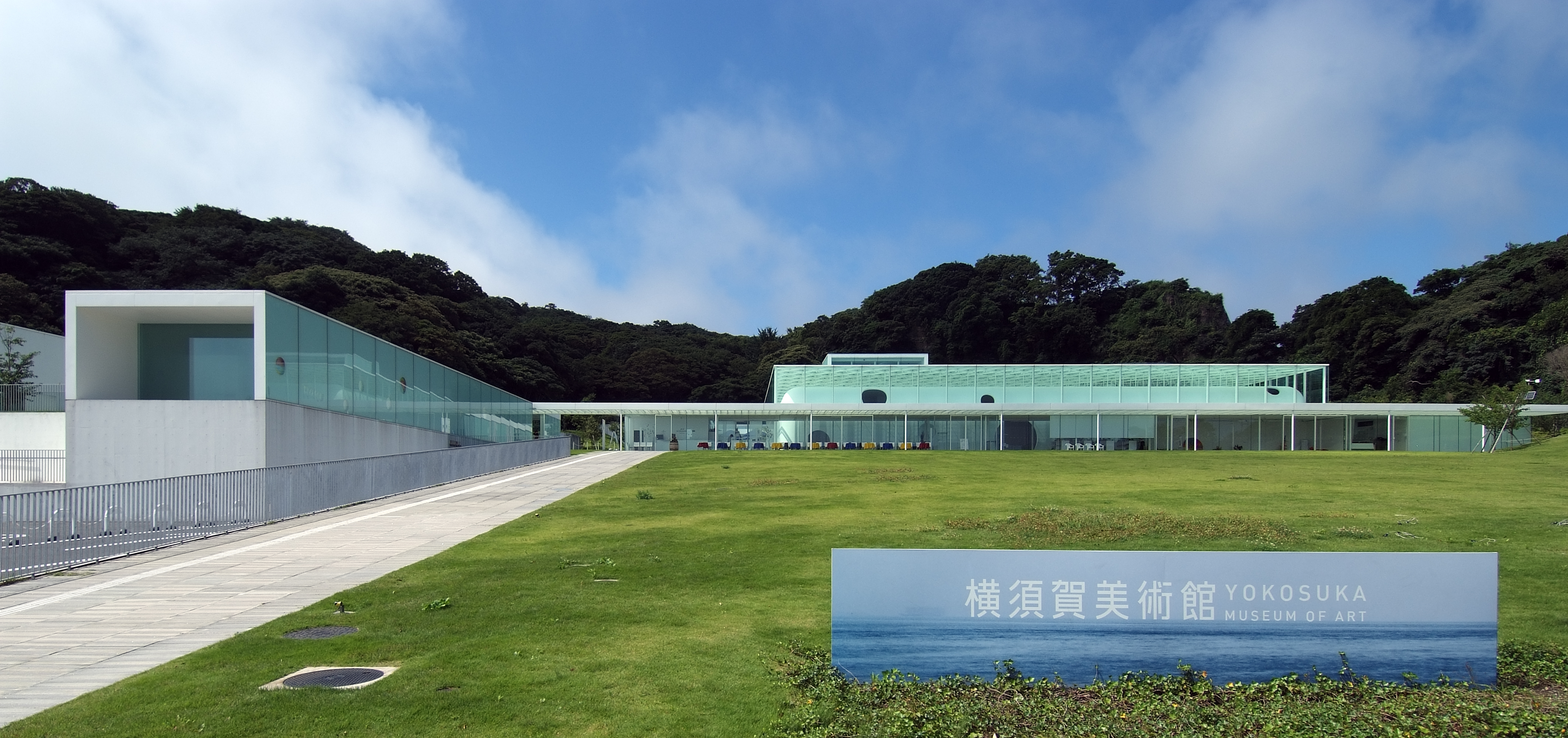
横須賀美術館（転入施設）
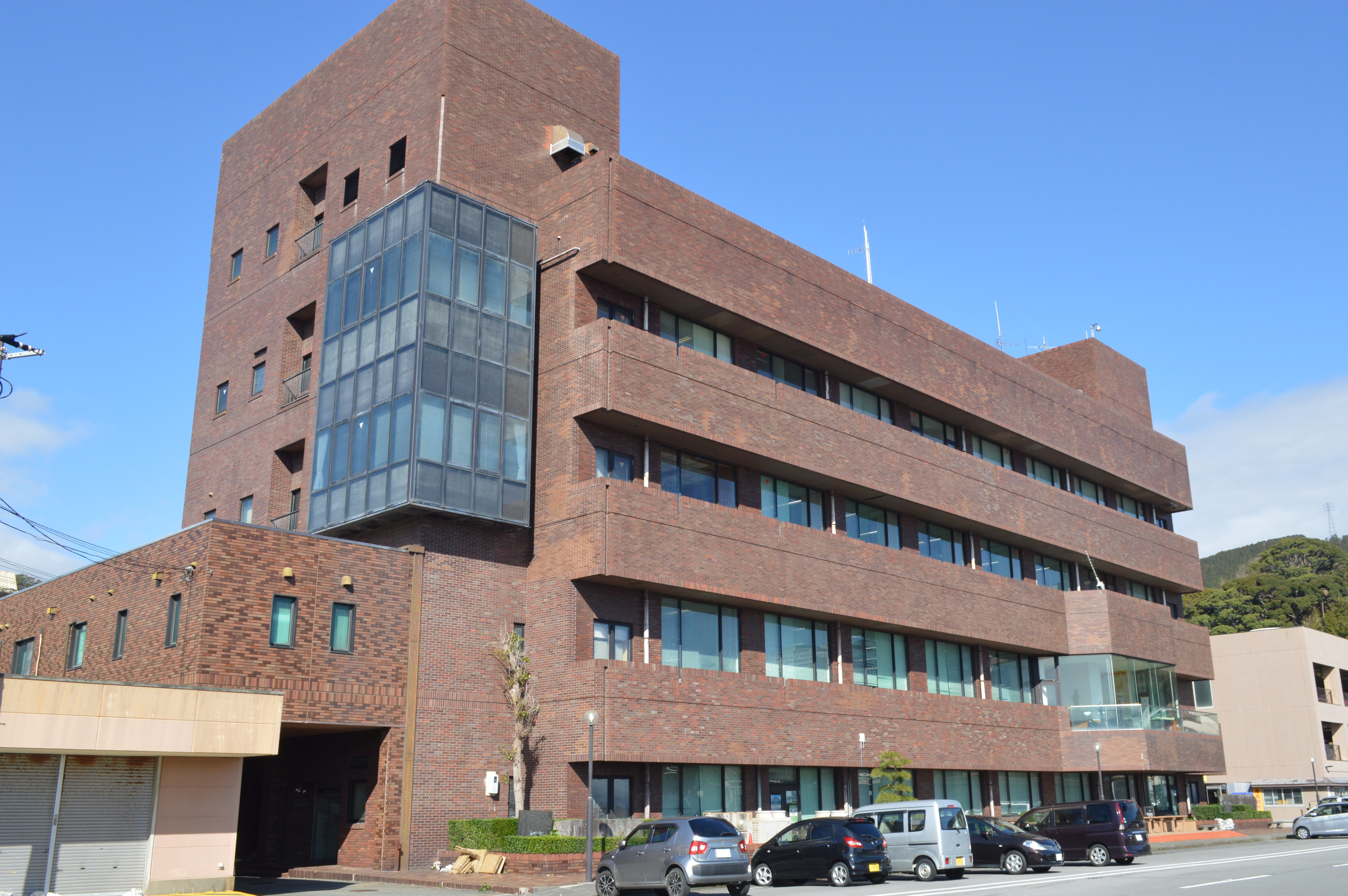
東伊豆町役場（旧・青波市役所）
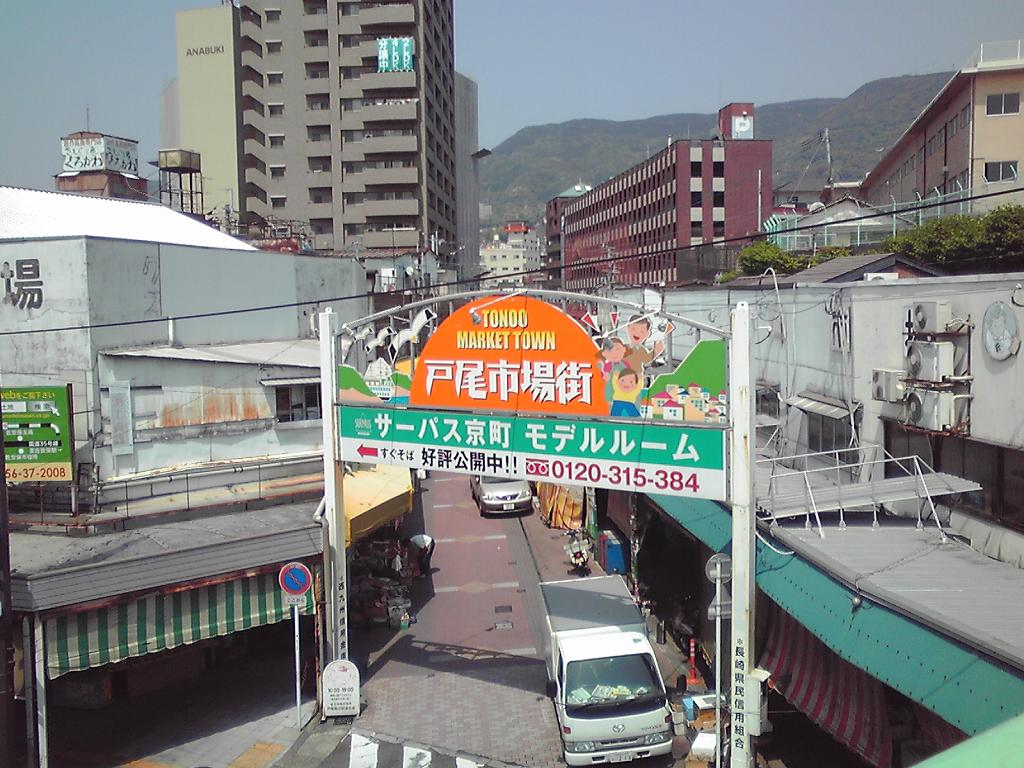
戸尾市場（狸穴商店街）

## 用語
サンセット・ジャパン
202X年の日本の経済状況を表す言葉。
GDPは戦後最大に落ち込み失業率が10%を超えており、G7からも除外されたその有様が「経済の日没（サンセット・ジャパン）」と言われている。
Utopi-AI（通称：UA構想）
斜陽国となった日本の改革を担う若手の人材を育成することを目的として、政治AIを駆使して都市の統治を若手のリーダーに担わせる構想。
プロジェクト･ウーア
UA構想に基づき退廃した都市の統治をAIが選抜したリーダーに担わせる実験プロジェクト。鷲田総理が平に命じ発足させた。旧プロジェクト名は「内閣府 地方創生計画・スマートシティプロジェクト（仮）」。プロジェクトの期間は暫定3年間。
青波市（あおなみし）
プロジェクト･ウーアの実施のために独立特別行政区として指定された地方都市。関連法の施行後は独立特別行政区ウーアと呼ばれることになる。
人口10万人クラスの豊かな自然に恵まれた利便性の高い地方都市で鉄鋼業、造船業、漁業を主要産業として発展してきたが、街の有力企業であった一色重工業が撤退後は人口の減少が進み、財政赤字が続き財政調整基金を取り崩していることから、財政再生団体に転落する瀬戸際まできている。
独立特別行政区ウーア
UA構想の実現のために整備された関連法が適用された特別行政区。実験都市ウーアや単にウーアとも呼ばれる。
政治AIソロンが設置されたことにより顔や静脈などの生体情報を登録した住民はスマートグラスとスマートリングからなるウェアラブル端末を介して行政サービスを受けられるほか、住民の幸福度や閣僚会議のライブ配信を受信することができ、行政に関する住民全員の意見を集計・分析し、街全体が議会となる政治が実現されている。
ソロン
声 - 緒方恵美
実験都市ウーアに設置された日本初の政治AI。
プロジェクト･ウーア発足記者会見の3年前から官民一体となり開発された最先端の政治AI。3つの塔にそれぞれ納められた経済成長を重視するトリ、生活文化を重視するヘキサ、持続可能性を重視するノナの3台の量子コンピュータから構成されており、高度な言語コミュニケーションが可能な対話型インターフェースを有する。膨大なデータを収集し人々の幸福度をはかりながら一晩で理想の街を5000回シミュレーションすることが可能で、そのデータをもとに具体的な政策を提案することでウーアの政治を効率化し補助する役割を担う。唇や眉の動き、体温、声、心拍数から対話する相手の嘘を見抜く能力があり、ウーアの閣僚は最終選考でソロンとの対話により選出されている。ソロンの名は、古代アテナイの政治家・ソロンが法を制定し政治の腐敗を防いだことにあやかり、平により命名されている。
幸福度（こうふくど）
スマートグラスを介して住民ひとりひとりに6つの項目（1.収入、2.職業・学校、3.健康、4.コミュニティ、5.自分（過去）、6.自分（現在））に対する満足度を調査する「幸福度調査」の統計結果を基に、ソロンが住民の幸福を数学的、工学的に可視化した評価指数。ウーアの閣議では、この幸福度の絶対値や変化量を基準に政策の良し悪しが判断され、執り行う政策が決定される。
閣僚（かくりょう）
ウーアを統治する選出されたメンバーたちの役職の呼称。
行政区画としてウーアは地方公共団体であることから、本来国務大臣を指す「閣僚」の呼称を用いることは適当ではないが、ウーアを統治する若いメンバーたちが未来の閣僚となる期待を込めて、内閣に準じる役職名とされた。
官邸（かんてい） / 総理公邸（そうりこうてい）
ウーアの閣議や閣僚の執務が執り行われる施設。ソロンの3つの塔を頂点とする正三角形の中心に位置する大正時代に建てられた建造物が、真木のアイディアでリフォームされ再利用されている。総理公邸も兼ねており、公邸の真木の私室には本棚で隠された秘密の地下室が存在し、真木によりAIスノウが秘密裏に設置されている。
閣僚宿舎（かくりょうしゅくしゃ）
真木やサチ以外の閣僚らが生活する官舎。雑賀や林が家具を持ち込んだという設定の、共用のリビングやキッチンなどがある。屋上ラウンジのある建物で、この外観撮影は佐世保の風景が一望できるビルの屋上がロケ地とされた。インテリアや装飾は林が手掛けているという設定で、カラフル・フレッシュなイメージで作られ、アーティスト・デザイナーによる一点ものの作品が提供されている。
狸穴商店街（まみあなしょうてんがい）
青波市の商店街。
大正時代から続く歴史ある商店街で、古い防空壕を利用して作られた店舗もある。保坂市長や佐伯をはじめとする多数派の市議の賛成によって、ウーア発足の10年前から再開発計画が進行していた。
青波ランタン祭り（あおなみランタンまつり）
青波市でかつて行われていた地域の祭り。青波祭り、ランタン祭り、青波七龍祭りなどとも呼ばれる。7匹の青い龍に水害の多かった青波市が守られたという伝説に因み、七龍神社（しちりゅうじんじゃ）から海岸にある鳥居までみこしを担ぎ、空に帰った龍に感謝をささげるため青いランタンを飛ばす祭りであったが、ウーア発足の50年前に途絶えてしまった。高齢者の支持が多い商店街再開発の再検討案に、鳥居のある海岸をその祭りを復活させる広場にするプランがあるが、再開発のためには土地保有者である保坂前市長の協力が必要不可欠。

## スタッフ
- 作 - 吉田玲子
- 音楽 - 坂東祐大、Tomggg、前久保諒、網守将平
- 主題歌 - 坂東祐大 feat. 塩塚モエカ（羊文学）「声よ」
- 制作統括 - 訓覇圭
- プロデューサー - 佐野亜裕美[注 10]
- 演出 - 西村武五郎、桑野智宏
- プロダクションデザイン - 服部竜馬

## エピソードリスト
| 話数 | エピソードタイトル | 初回放送日    | 演出       |
| --- | ------------------ | ------------- | ---------- |
| 第1話 | 帝国誕生           | 2022年5月07日 | 西村武五郎 |
| 202X年、総理大臣・鷲田継明は斜陽国の烙印を押された日本を改革する人材育成を目的に、官房副長官の平清志にAIを駆使して若手リーダーに地方都市を統治させる計画を命じる。プロジェクト・ウーアと命名されたその計画の実験都市に青波市が名乗りを上げ、政治AIソロンは総理大臣となる17歳の高校生・真木亜蘭をはじめ、4人の若者たちを選出する。 オンラインサロンで真木と交流があった高校生・茶川サチは真木の総理選出を喜ぶ中、彼から補佐官に指名され、家族で実験都市ウーアに移住する。 真木は初の閣議で市議会廃止を提案するとともに、政治的腐敗に陥らないためにすべての執務、閣議を公開することを宣言し、自身の支持率が30パーセントを切った場合は総理の職を罷免されるというソロンからの提案を受け入れる。そして市議会は住民の8割近くが真木の提案に共感したことから廃止される。 総理就任演説で真木は「透明な政治」「謙虚な政治」「救う政治」でより良い社会をソロンと共に創り上げたいとスピーチし、過半数を超える住民の支持を得るが、新聞記者の山口早希は、真木が実現を目指す社会はウーアが独裁国家となる危うさをはらむ「17才の帝国」と記事で批判する。 |                    |               |            |
| 第2話 | 幸福への選択       | 5月14日       | 西村武五郎 |
| 真木は前市長の保坂重雄たちから議場に呼び出され議会廃止の撤回を直談判されるが、ソロンの予測する住民の幸福度上昇を理由にその訴えを退ける。 議場からの帰路、真木は削減対象と予告していた市職員たちから怒号を浴び、「自分の理想の帝国を創るつもりだろう」と決めつけられショックを受ける。平はそんな真木に、政治家とは政策に切り捨てられたり、同意できない人たちから批判を浴びる仕事であると諭す。 真木はサチを伴い街を視察し市井の人たちと交流する中、狸穴商店街の再開発反対派・鈴原との対話を機に、ソロンによる新規再開発案を加えて再検討を提案、住民投票を行う。その結果、新規3案を再検討し従来案は中止となり、旧守派とのつながりから従来案を推す環境開発大臣・鷲田照は決定を拒むが、未来を見据えた再開発でないと意味がないと財務経済大臣の雑賀すぐりに説き伏せられる。 真木は平の提案で住民とのチャットを生配信し、政治家を目指した理由を質問される。彼は貧しい母子家庭での生い立ちとヤングケアラーの経験から、公助について考えたことで政治家を目指したと明かすと、その反響から支持率を61パーセントに上昇させる。 |                    |               |            |
| 第3話 | 夢見る街           | 5月21日       | 桑野智宏   |
| 市職員削減の検討が始まり50パーセントの職員を削減するトリ案が閣議で採択される。しかし旧守派に味方する照に「クビを切られる人々の痛みが理解できるのか」と非難されたことから、真木は対象者の痛みを理解して受け止めるため、退職勧奨者の全ての面談へ同席すると告げる。 市職員削減の決定で支持率を落とした真木を心配したサチは、いずれ住民たちは真木のことを理解し支持率は持ち直すと励ますが、その際「ありがとうユキ」と名前を間違われたことから、ユキが誰なのかを問い、真木が自分をユキの代わりと見ていると感じ、ショックで翌日から体調不良を理由に閣議を欠席する。 退職勧奨者の面談に同席した真木の支持率は、職員の恨みから日を追うごとに下降し、総理罷免ラインの支持率30パーセントに近づく。罷免を避けるため平は真木に面談への同席をやめるよう促すが、彼は幼い頃に助けられなかった、唯一自分に味方してくれた女の子に世界を変えると誓ったことを理由に申し入れを断る。 そんな中、教師であるサチの母・タエも職員削減の対象者となり退職に応じていたと知ったサチは、真木にその取り消しを陳情するため公邸に向かう。公邸では連日の面談で心身の疲弊から発熱した真木が私室のベッドに横たわっていたが、サチは私室から続く地下室で自分と容姿が瓜二つのAIスノウと遭遇する。 |                    |               |            |
| 第4話 | 理想の世界         | 5月28日       | 桑野智宏   |
| 真木が7年前に鷲田総理の不正献金疑惑の真相を闇に葬るために一家心中した白井秘書の娘・雪と友人であり、彼女のために政治家を志したと知った平は、鷲田にそのことを報告する。真木から疑惑を蒸し返され、復讐される可能性を危惧した鷲田は、平に真木を徹底的に調査するよう命じる。 懸念された転職した市職員の幸福度は上昇が確認され、真木の支持率は50パーセントに盛り返し、体調不良から真木が復帰し商店街再開発の討議が再開される中、AI政治に反対する高齢者のデモ隊が官邸に押し寄せる。真木や平はAI政治で住民全員をもっと幸せにすると誓い、渋々ながら彼らは引き上げる。 AIスノウの存在を知ったサチは、自宅を訪れた真木が祖父・大樹のために亡き祖母・キヨをAI化したのを目の当たりにし、亡くなった人をAI化する真木に気味の悪さと怖さを感じ、補佐官を辞めたいと平に連絡し、スノウのことを打ち明ける。サチの報告を受けた平は、直ちにスノウの調査を開始する。 高齢者から支持される商店街再開発案で、お祭り広場となる海側の土地を保坂前市長が保有することから、父・光との対話で旧守派への忖度をやめた照は真木と共に彼に協力を求めるが断られてしまう。しかし真木から渡されたスマートグラスに映し出された幼き日のランタン祭りの思い出の映像に、保坂は感化されていく。 一方、真木は平がスノウにアクセスしたことに気づき、彼が自分のせいで鷲田から追い詰められていると察し「救いたい」と告げる。平はその言葉に動揺し、ソロンに自分がウーアの総理に選ばれなかった理由を尋ねる。平はソロンから最終選考で述べた言葉には本音がひとつもなく、大切なものを既に失ったのを自覚しているはずだと指摘され、「僕の17才は、とっくに終わっている」と愕然とする。 |                    |               |            |
| 第5話 | ソロンの弾劾       | 6月04日       | 西村武五郎 |
| 白井雪の記憶を持つスノウは、平たちのアクセスで「また大人たちに殺される」と暴走し、サチを公邸に呼び出し「理想の世界」を創るためと協力させ、善意ポイントのアプリ経由でソロンを攻撃し、ウーア住民たちに「大人のいない世界」の映像を配信するが、ソロンの自己修復システムが作動し配信は中断される。 翌日、真木は事実を隠蔽せず、自分が創り出したAIスノウが大人たちに裏切られた私怨から映像を配信したと住民たちに明かすが、そのことで信頼を失い、支持率は30パーセントを切り、ソロンから総理を罷免される。そんな中、平は入手した白井秘書の日記から不正献金の真相を山口に報道させ、鷲田を辞任に追い込む。 ウーアを去ることになった真木は、サチから自分のせいで総理を罷免されたと謝罪を受けるがそれを許し、住民たちに「ここで生きたいと思える社会を創りたい」という青い理想は、ウーアなら実現するかもしれないと別れの挨拶を述べ、狸穴商店街の住民たちから惜別の気持ちで送り出される。真木はその足で呼び出された保坂の邸宅を訪れると、彼から保有する海側の土地のお祭り広場への使用許可を得る。 3年後、ランタン祭りは復活し、会場には当初改革に反対した旧守派や、商店街の再開発案見直しで真木を支持した住民など様々な世代の住民たちの顔ぶれが並び、サチは傍らにメタバース技術で参加した海外留学中の真木の姿を見つける。そして照の号令に合わせ、住民たちは青いランタンを夜空に解き放つのであった。 |                    |               |            |

### キャッチアップ放送
通常の火曜深夜（水曜未明）の「土曜ドラマ」再放送枠に加え、5月20日深夜（21日未明）の『ミッドナイトチャンネル枠内・ウィークエンドセレクション・イッキ見ゾーン』において、第1・2話がキャッチアップ放送された。

### 再放送
いずれも『ミッドナイトチャンネル』枠内で、通常の火曜深夜（水曜未明）の「土曜ドラマ」再放送枠とは別に、全話放送終了後の2022年6月25日深夜（26日未明）に第1・2話が、6月26日深夜（27日未明）に第3・4・5話の一挙再放送（イッキ見ゾーンとして）が行われた。
また、NHKワールドTVにおいても、2022年8-9月にかけて「NHK Drama Showcase」の枠（毎週日曜）に、日本語版のままで英訳した字幕スーパーを入れたものと、英語吹き替えの2つのバージョンに再構成の上、各1日2回ずつ放送された。

## 受賞歴
- ギャラクシー賞（放送批評懇談会）
  - 2022年6月度 テレビ部門 月間賞[30]

## 関連商品
サウンドトラック
土曜ドラマ「17才の帝国」オリジナル・サウンドトラック（2022年6月1日発売、コロムビア・マーケティング）
| #         | タイトル                           | 作詞       | 作曲                    | 時間  |
| --------- | ---------------------------------- | ---------- | ----------------------- | ----- |
| 1.        | 「Teen Regime - Main Title Theme」 |            | 坂東祐大                | 1:28  |
| 2.        | 「Politics」                       |            | 坂東祐大                | 1:59  |
| 3.        | 「Make a city」                    |            | Tomggg                  | 0:37  |
| 4.        | 「Project UA」                     |            | 坂東祐大                | 5:02  |
| 5.        | 「Cabinet Meeting」                |            | 網守将平                | 5:12  |
| 6.        | 「Aonami」                         |            | 坂東祐大                | 1:58  |
| 7.        | 「My Vortex」                      |            | 前久保諒                | 3:49  |
| 8.        | 「The Experimental City」          |            | 坂東祐大                | 1:45  |
| 9.        | 「The Plot」                       |            | 坂東祐大                | 2:00  |
| 10.       | 「Appearance」                     |            | 前久保諒                | 1:21  |
| 11.       | 「A sign of snow」                 |            | Tomggg                  | 2:33  |
| 12.       | 「Utopia」                         |            | 坂東祐大                | 2:09  |
| 13.       | 「Voice of Citizen」               |            | 網守将平                | 1:27  |
| 14.       | 「Fragile Moment」                 |            | 前久保諒                | 1:26  |
| 15.       | 「Adolescent」                     |            | 坂東祐大                | 2:52  |
| 16.       | 「One's mind」                     |            | Tomggg                  | 1:43  |
| 17.       | 「think about」                    |            | Tomggg                  | 1:35  |
| 18.       | 「Sachi」                          |            | 坂東祐大                | 2:24  |
| 19.       | 「Solon」                          |            | 坂東祐大                | 1:16  |
| 20.       | 「Acceptance」                     |            | 網守将平                | 1:16  |
| 21.       | 「声よ」                           | 塩塚モエカ | 坂東祐大 編曲：岡田拓郎 | 4:21  |
| 合計時間: | 合計時間:                          | 合計時間:  | 合計時間:               | 48:23 |

書籍
- 『月刊ドラマ』2022年7月号（2022年6月17日発売、映人社） - 第1話・第2話のシナリオを収録[31]。